# Naturschutzgebiet Wiembachtal und Seitensiefen
Das Naturschutzgebiet Wiembachtal und Seitensiefen ist ein Naturschutzgebiet in der Stadt Burscheid im Rheinisch-Bergischen Kreis.

## Beschreibung
Das Naturschutzgebiet Wiembachtal und Seitensiefen besteht aus drei in sich abgeschlossenen Bereichen. Der westlichste Teil liegt zwischen Heidberg und Im Schümich. Hier befindet sich ein naturnaher Seitensiefen des Wiembachs, der Schümicher Siefen. Es folgt nördlich von Dürscheid der zweite Teil in den so genannten Dürscheider Wiesen mit unterschiedlich intensiv genutzten Wiesen- und Weideflächen. Der dritte und größte Teil erstreckt sich von der westlich liegenden Dürscheider Mühle bis zu den östlich liegenden Geilenbacher Wiesen. Dabei handelt es sich um naturnahe hangbegleitende Laubmischwaldbestände sowie Auenwäldern, Feucht- und Nassgrünlandbereiche. Bei der Lambertsmühle liegen flächige Feuchtbrachen sowie nach Westen hin jüngere Rot-Erlen-Auenwaldbestände, zum Teil mit ausgeprägten Quellfluren.

## Schutzziele
Das Gebiet wird zur Erhaltung, Entwicklung und Wiederherstellung eines reich strukturierten Bachtales mit einem weitgehend naturnahen Bach sowie einem naturnahen unverbauten Seitensiefen, Feucht- und Nassgrünlandbereichen mit Seggen- und Binsenreichen Nasswiesen sowie gewässerbegleitenden, naturnahen Auenwäldern, als Lebensraum gefährdeter und seltener Tier- und Pflanzenarten bzw. Pflanzengesellschaften, geschützt. Im Einzelnen werden folgende Schutzzwecke festgesetzt:
- Erhaltung und Sicherung naturnaher, unverbauter Fließgewässer, naturnaher unverbauter Seitensiefen, Feucht- und Nassgrünland mit Seggen- und binsenreichen Nasswiesen sowie gewässerbegleitende, naturnahe Auwälder,
- Sicherung der Funktion als Biotopverbundfläche von herausragender Bedeutung mit Verbindungsflächen und Verbindungselementen
- Erhaltung und Entwicklung des Landschaftsraumes in seiner besonderen Eigenart, Seltenheit und hervorragenden Schönheit,
- Schutz, Pflege und Entwicklung der an naturnahe, unverbaute Fließgewässer, naturnahe unverbaute Seitensiefen, Feucht- und Nassgrünland mit Seggen- und binsenreichen Nasswiesen sowie gewässerbegleitende, naturnahe Auwälder gebundenen Lebensgemeinschaften sowie Standort angepasster, charakteristischer und seltener Tier- und Pflanzenarten.[1]

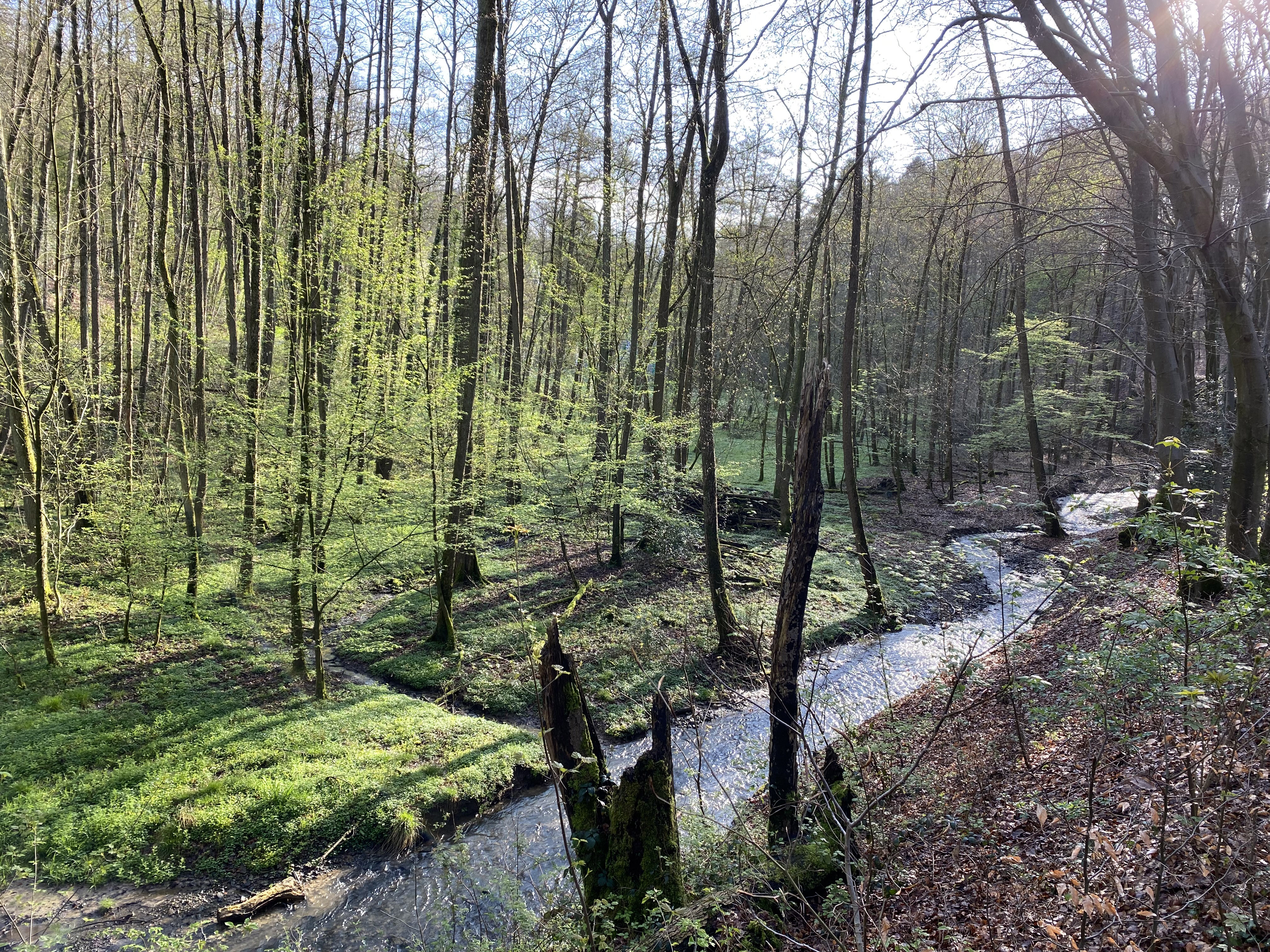
NSG Wiembachtal
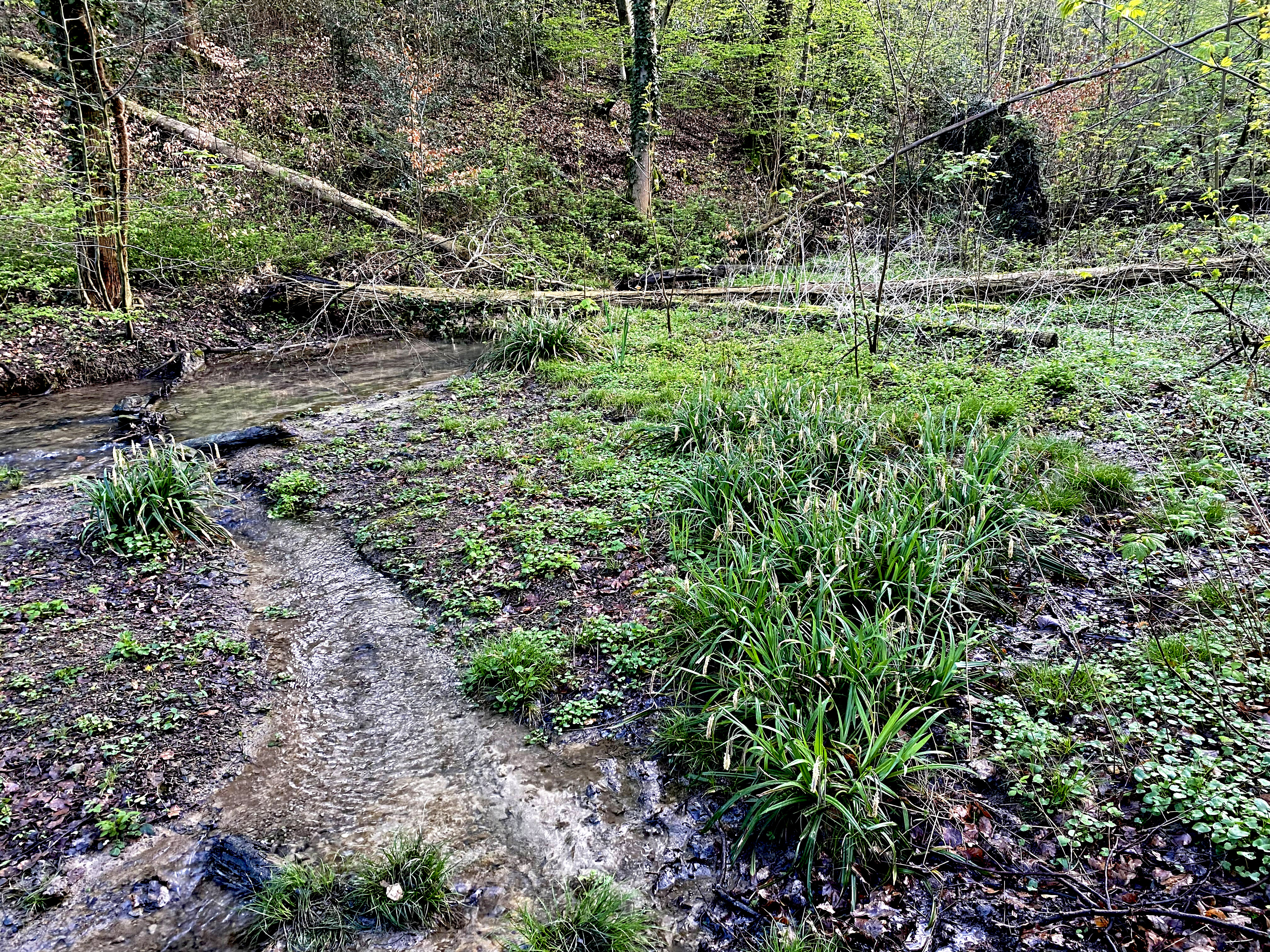
Bestände der Großen Pendelsegge am Wiembach
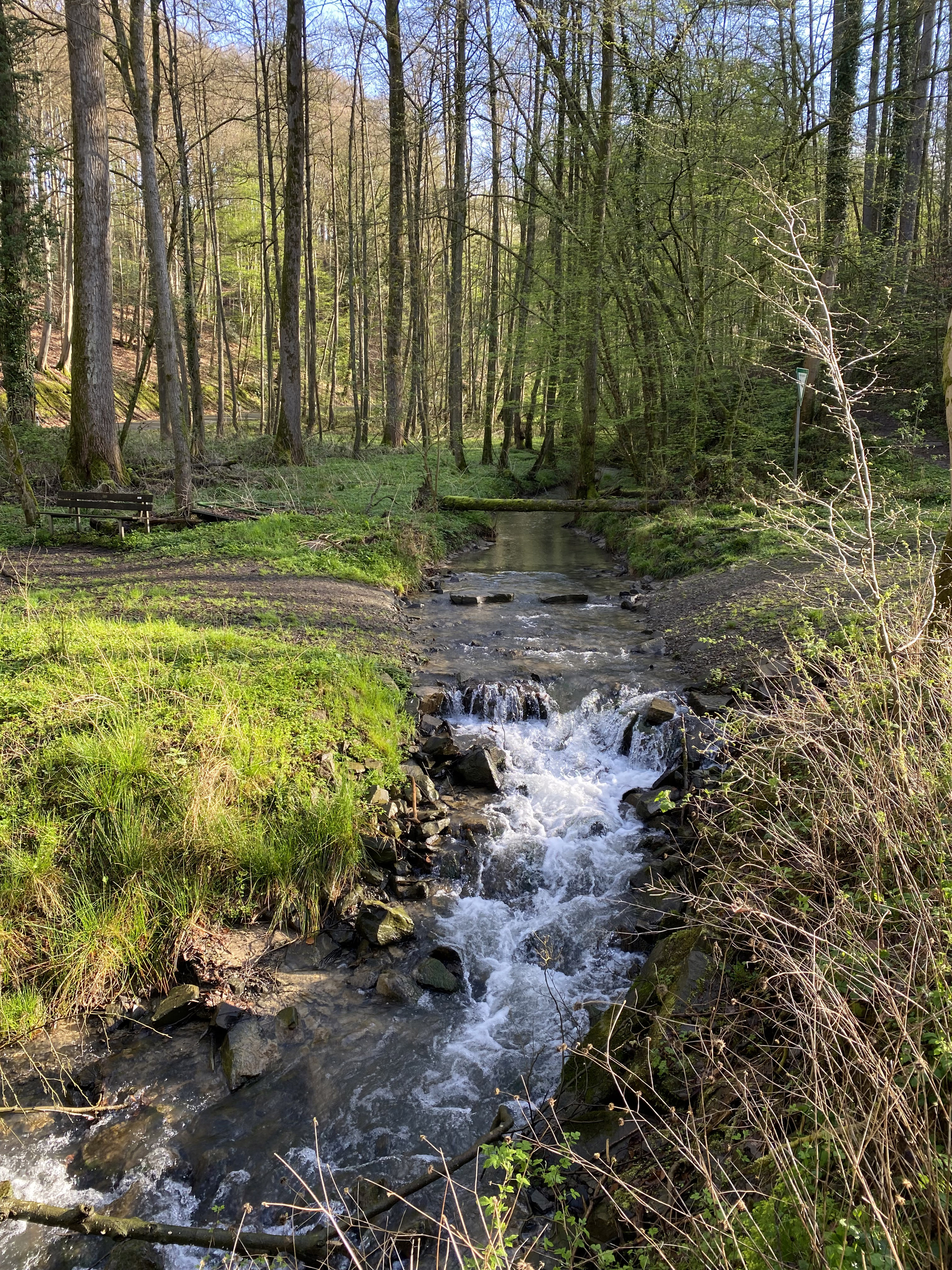
Wiembach mit Fließdynamik
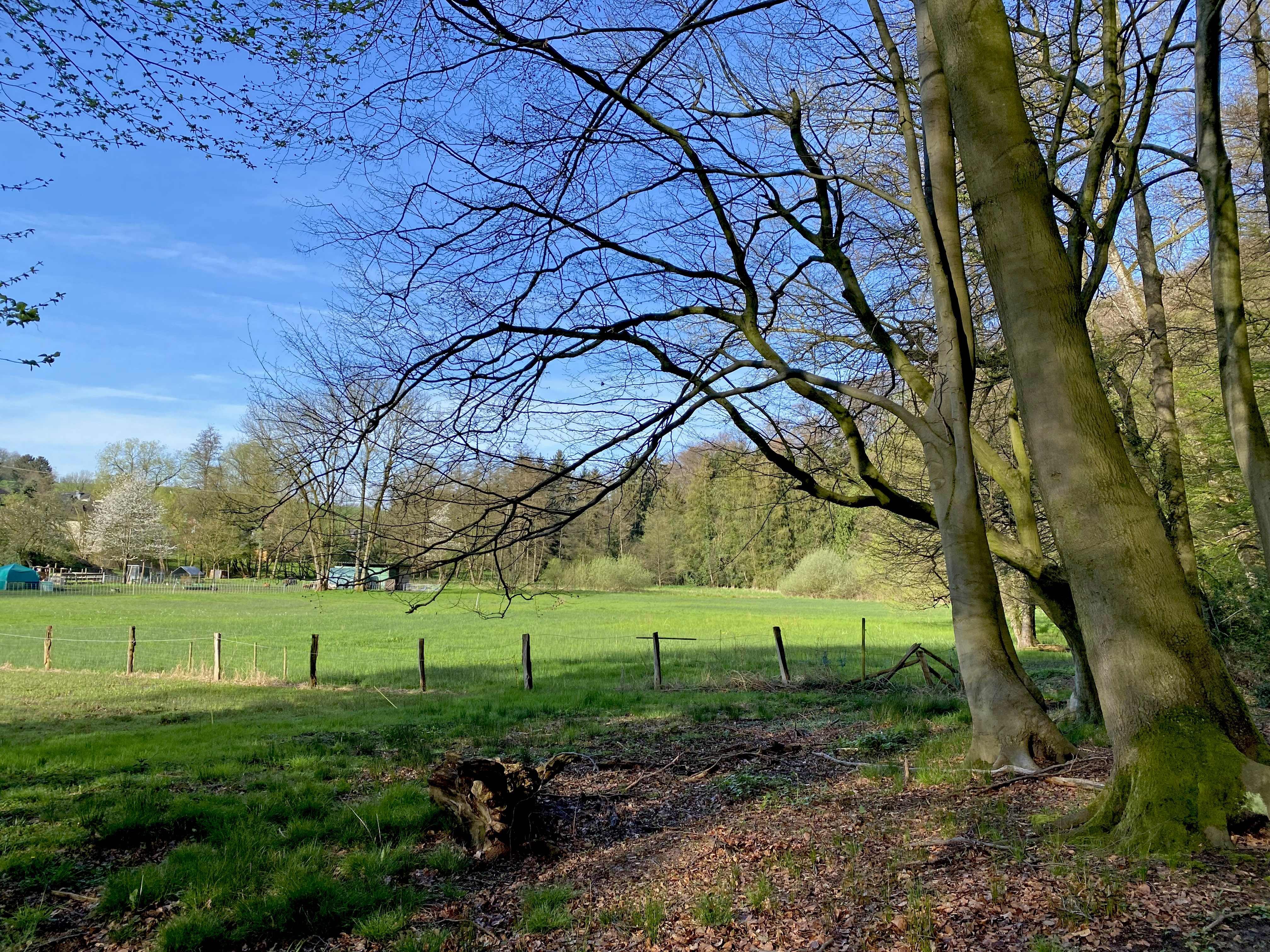
Dürscheider Wiesen
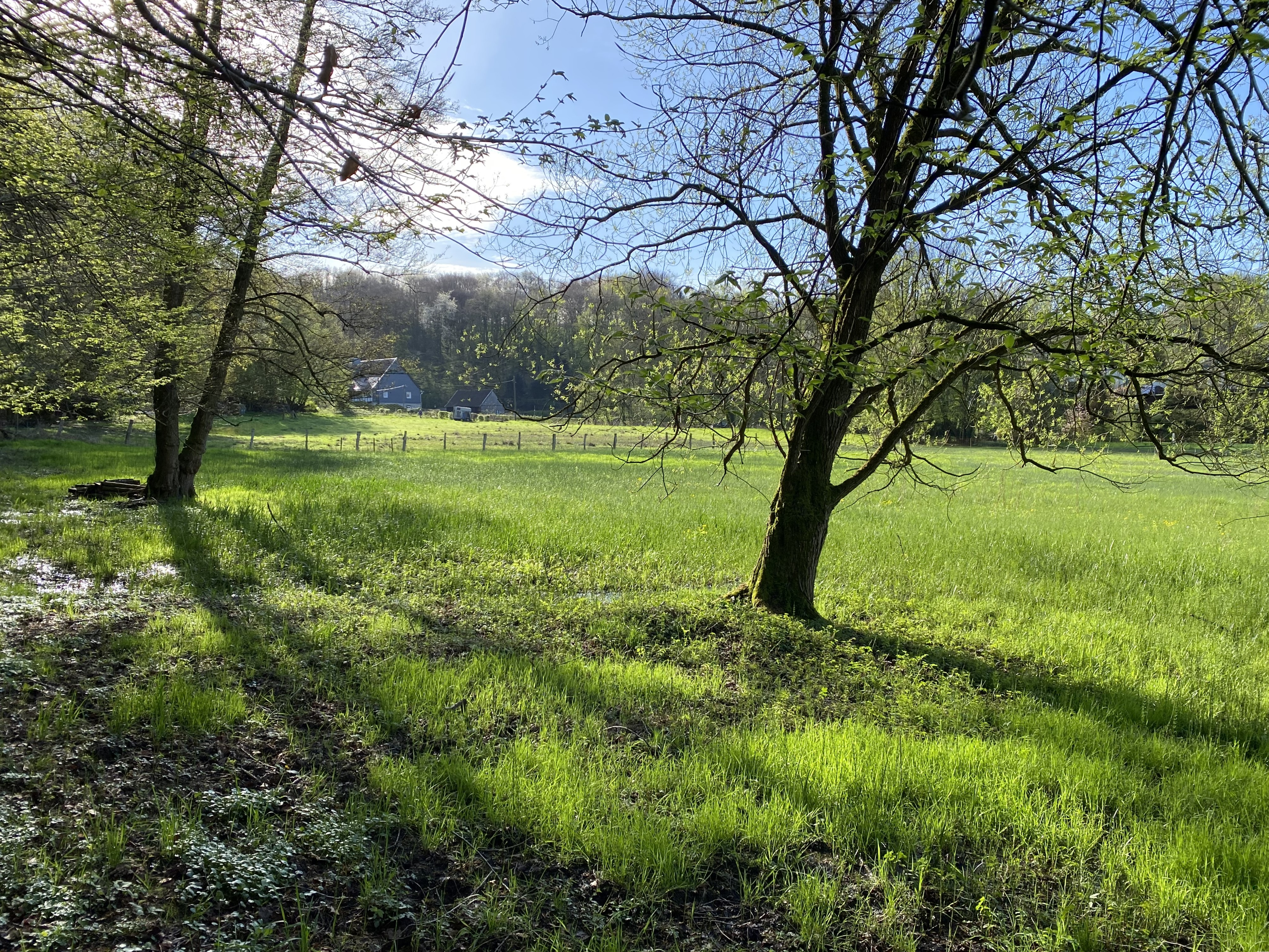
Dürscheider Wiesen
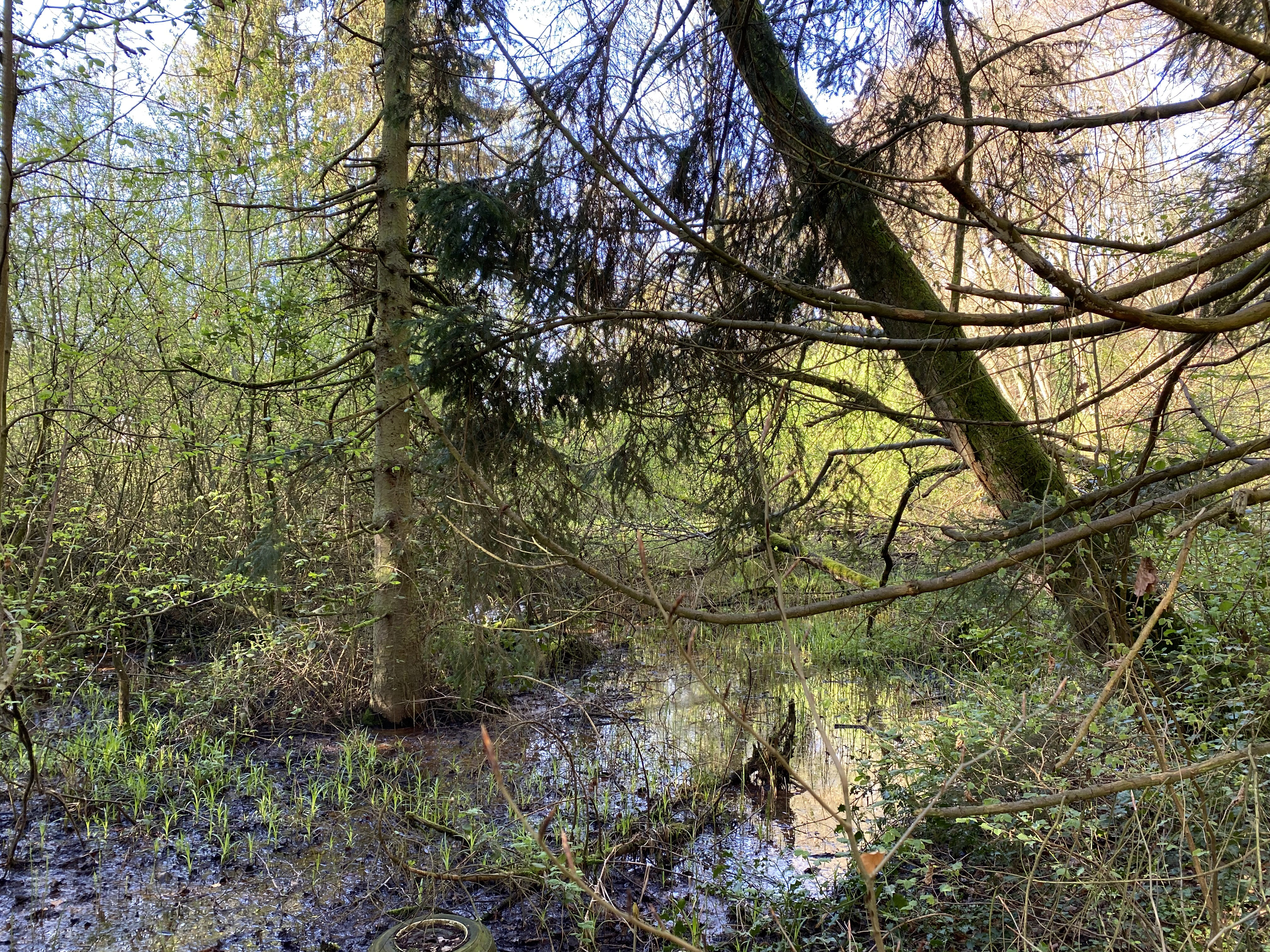
Feuchtgebiet nördl. Dürscheid
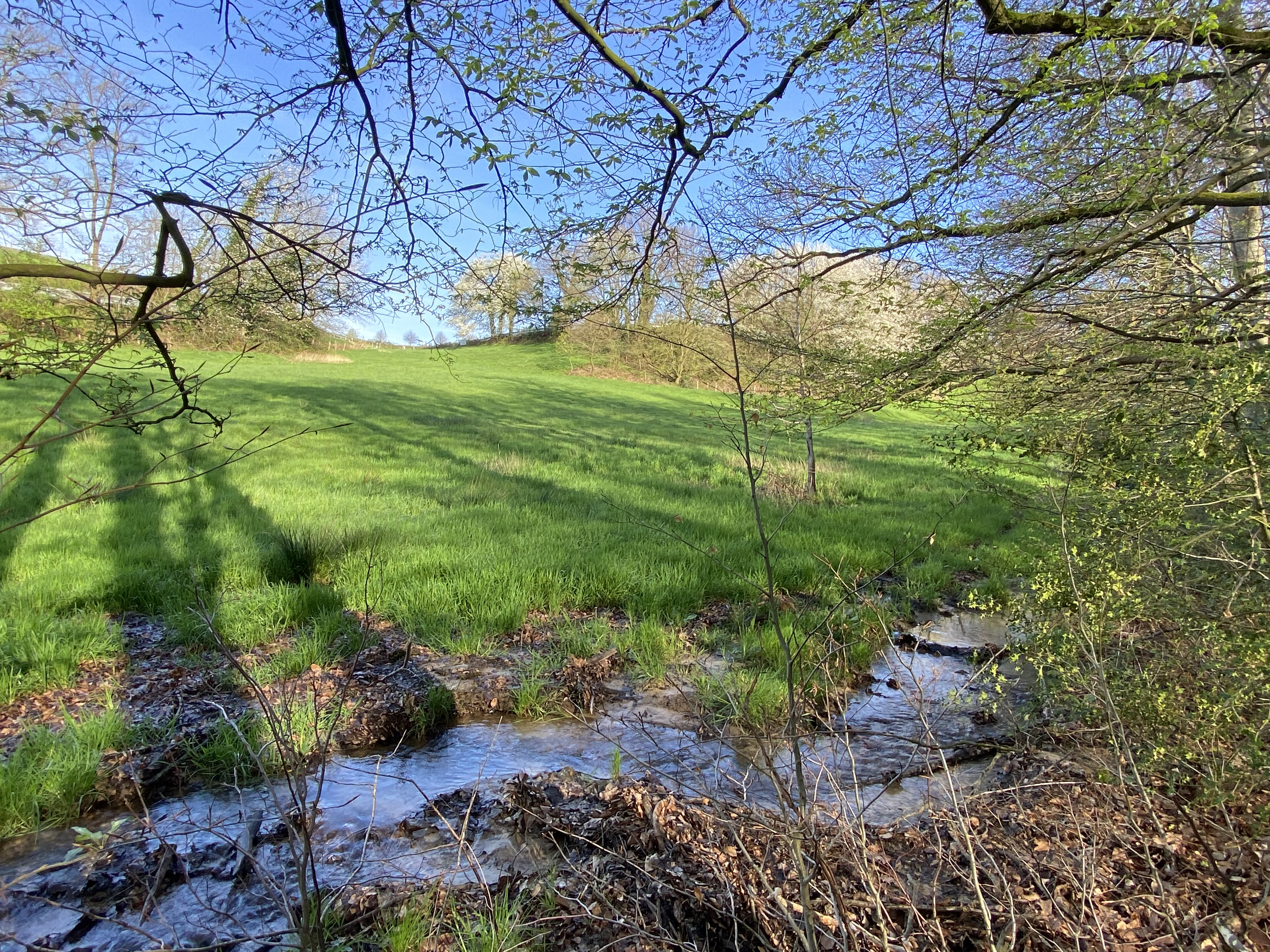
Unterer Schümicher Siefen
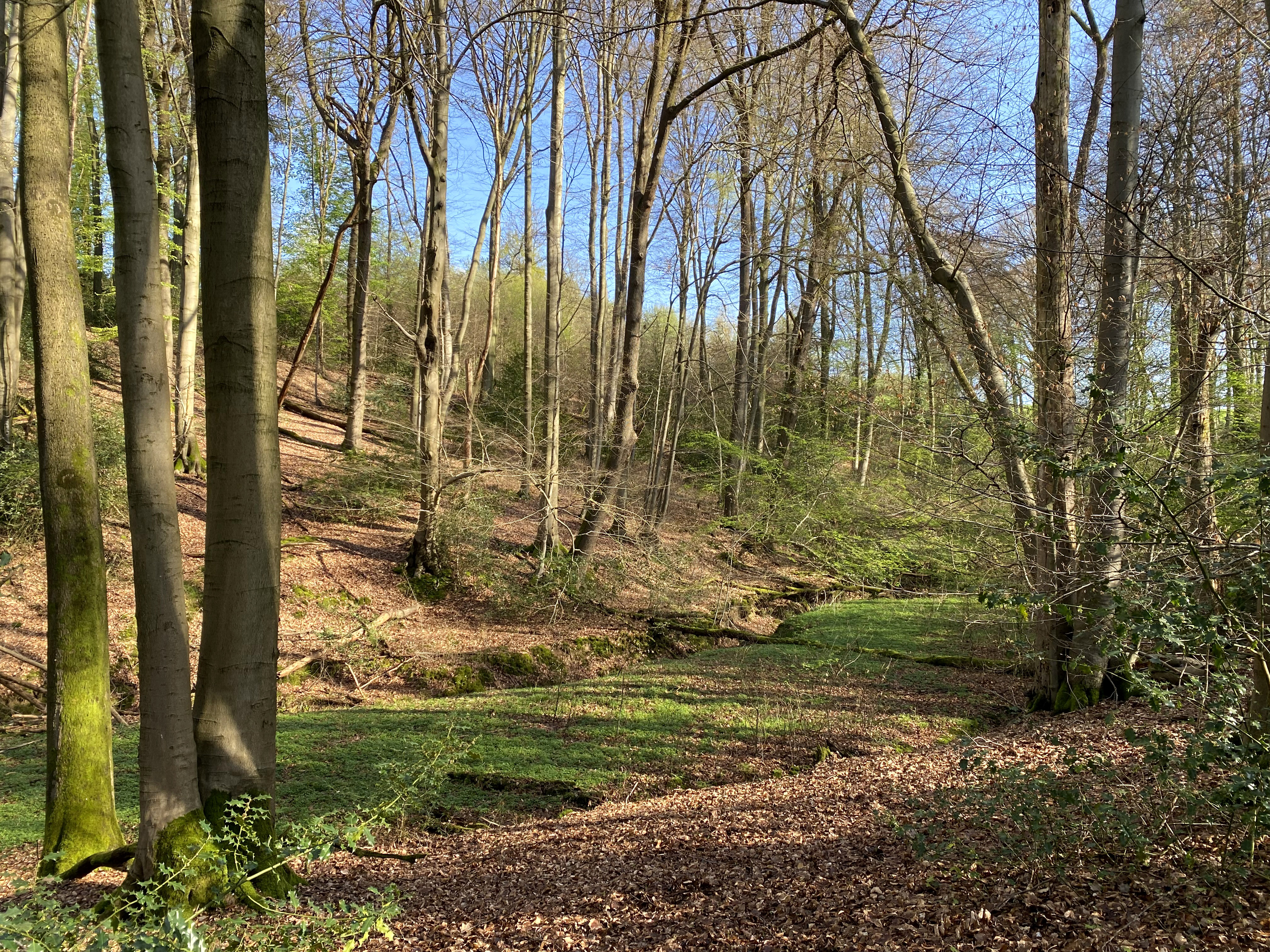
Bachtal des Schümicher Siefens
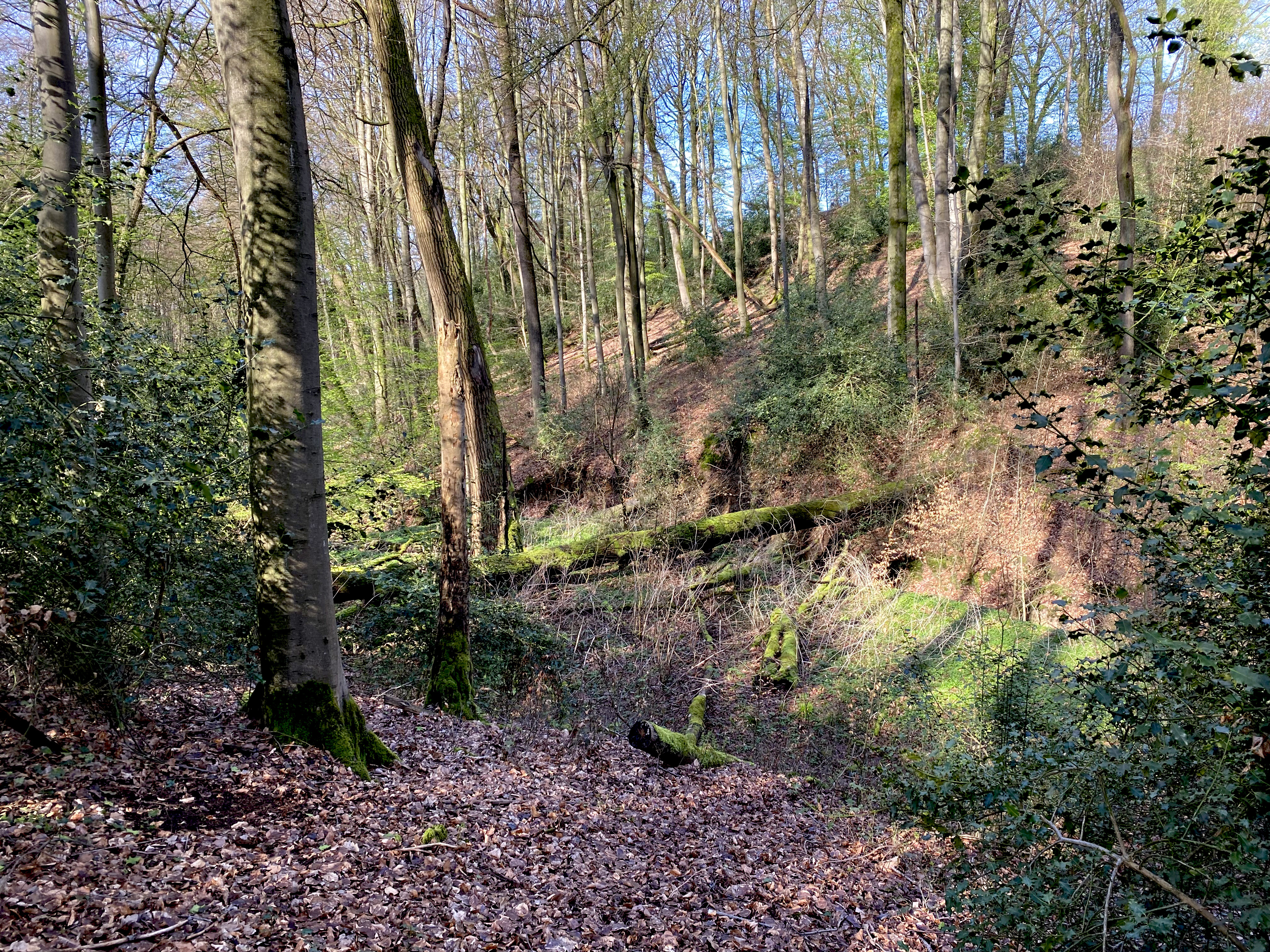
Bachtaldes Schümicher Siefens am Oberlauf